# 12218 Fleischer
12218 Fleischer è un asteroide della fascia principale. Scoperto nel 1982, presenta un'orbita caratterizzata da un semiasse maggiore pari a 2,2119217 UA e da un'eccentricità di 0,1412952, inclinata di 4,86299° rispetto all'eclittica.